# 야담
야담(野談)은 야사(野史)를 바탕으로 흥미롭게 꾸민 이야기이며, 수필 문학 장르에 속한다. 18세기 조선 시대 후기에서부터 일제강점기 시대인 20세기 전반 한국 사회에 유행했던 대중문화에 속한다.
야담(野談)은 일제강점기 20세기 초 야담운동으로 강당, 무대에서 구연하게 되고, 라디오가 전래되면서 대중 오락으로 인기를 끌다가 1930년대 중반 이후 현대 소설의 발달로 점차 쇠퇴하게 되었다.

## 조선 후기 야담집
고전 문학사에서는 야담을 조선 후기 시정 문화의 출현을 배경으로 이 주변에서 떠돌던 다채로운 삶의 모습들을 한문으로 기록한 단편의 서사물로 규정하고 있으며, 봉건해체기 당대의 현실을 생동감 있고 폭넓게 포착해낸 문학 장르라고 규정한다.
조선 후기의 격변하는 사회, 경제사적 변화가 야담의 형성과 정체성을 잘 보여준다.
야담집의 저작과 향유는, 초기의 연구가 서울에 거주하는 새로운 경제와 문화 주도층으로 자라나는 서리 및 중인층 혹은 사회에 비판적 시각을 지닌 몰락 양반을 주목했던 것과 달리, 1990년말 이후의 텍스트 고증 및 사회적 맥락에 기인한 연구의 대부분이 야담은 대개 노론계 양반과 문인, 일부 남인계 문인등 내에서 활발히 창작향유되었음을 알려주고 있다.
조선시대 내내 야담은 필사본의 형태로만 유통되었으며, 그 중에 다수의 야담집은 다수의 이본을 가진 형태로 존재한다. 야담연구는 필사본 문화 내에서 이루어져야 함을 방증한다.
다수의 야담집은 한글(언문)로 번역되어 읽혀졌다. 한글본이 있는 야담집으로는, 어우야담, 천예록, 학산한언, 청구야담 등이 있다.
- 어우야담: 16세기 초 유몽인이 지은 이야기 모음집으로 야담집의 효시로 여겨진다.
- 청구야담(靑邱野談): 한문으로 쓰여진 야담집으로 계서야담(溪西野談), 동야휘집(東野彙集)과 더불어 "조선 후기 3대 야담집"이라 불리기도 한다.
- 기리총화: 조선 후기 이현기의 잡록
- 17세기 초 임방의 천예록(天倪錄), 17세기 초 신돈복의 학산한언(鶴山閑言): 초현실적인 상황에 기반한 기이한 이야기를 다량 수록.

## 일제강점기 야담운동
이 시기의 야담은 전대의 야담과 저작, 향유방식 및 사회적 배경에 의한 큰 차이가 있으며, 당시에 야담이라 불렸던 행위, 전통을 시대적 필요에 맞추어 재해석, 재창조한 것이라 볼 수 있다.
1910년대 들어 신식 활자와 근대 인쇄술이 도입되면서 많은 문학작품이 활자본으로 간행되었다. 활자본 야담집은 1912년 ~ 1926년 사이에 본격적으로 출간되었다. 1913년 개유문관에서 다양한 조선의 인물과 그들의 일화를 그린 최동주의 오백년기담(五百年奇譚)이 출판되었는데, 시대적 순서에 따라 총 180편의 이야기가 수록되었고, 일본어로 번역되기도 했다.
20세기의 야담은 1928년 김진구가 ‘야담운동’이라 이름을 붙였고, 1930년대 윤백남에 의해 상업주의적 통속화되었으며, 사람에 따라 이 시기의 야담에 대해 ‘민중의 오락’, ‘잘팔리는 문화상품’, ‘저열하고 통속적인 대중문화’ 등으로 다양한 정의를 한다.
야담이 20세기 대중 오락으로 탄생되는 계기는 1920년대 ‘조선학 열풍’에서 찾을 수 있는데, 조선인으로 조선어와 조선사를 알어야 하겠다는 향학열을 확산시키기 위한 민족주의적 기획아래 많은 역사 저작들이 나타났다. 이때까지 역사는 지식인의 전유물이였던 반면에, 1920년대 많은 신문과 잡지가 창간되면서 역사물을 위한 공식적인 담론의 장이 부활했고, 이를 배경으로 ‘전기(傳記), 사담(史談), 전설, 비사(秘史), 기인기담(奇人奇談), 애화(哀話), 애사(哀史), 사화(史話), 야담’ 등의 다양한 역사물들 등장하면서, 국민적 열풍이 만들어졌고, 역사의 대중화가 시작되었다. 하지만 국한문으로된 신문과 잡지에 게재된 역사물은 한문을 해독할 수 있는 독자층만을 대상으로 했고, 한글로 쓰였다고 해도 절대 문맹률 수치가 높았던 일제강점기 한국에서 인쇄매체를 통한 역사의 대중화는 어려웠다.
이때 김진구에 의한 ‘20세기 야담운동’이 시작되었는데, 김진구는 특히 김옥균 연구에 조애가 깊어 조선 사람 중 김옥균 연구로는 제일인 칭호를 듣게되어, 김옥균을 중심한 갑신정변 이면사를 적은 저작들을 <<별건곤>> 등에 발표하고, 동경에서 고균연구를 내기도 했다. 그러나 글을 통한 역사의 대중보급에는 한계가 있음을 절감한 김진구는 역사의 대중적 보급의 효과적인 전략을 모색하던 중 ‘강화(講話)’, 즉 구연(口演)의 방법을 찾아내게 되었다. 이로써 역사를 통한 민중 교화운동으로서의 야담 운동이 글이 아닌 말에서 시작되었다.
김진구는 1927년 조선야담사를 발기하고, 역사 야담회를 개최하는 등 야담운동을 전개했다. 이때 야담이란 중국의 설서(設書)와 일본의 강담(講談) 그 중에서도 신강담을 끌어다가 장점을 갖고 단점은 보완하고, 그 위에 조선 정신을 집어넣어 조선 것으로 창설한 것이라고 밝혔다.
20세기 야담이 조선 시대에 있었던 야담 서책과 다른 점은 강연회를 통한 역사의 보급 의미를 부여한 점이다. 첫 야담대회는 1928년 2월 6일에 신춘야담대회라는 제목으로 역사 강연회를 열어 크게 성공을 거두고 전국 순회강연을 했다.
1928년 12월 9일 야담사 창립 1주년 기념 야담대회에 윤백남이 등장하면서 만담가, 흥미위주의 소설가로 민중 교화의차원에서 야담운동을 시작했던 김진구와 달리 재미를 앞세운 야담에 대중적 관심이 쏠렸다. 야담대회의 입장료는 30전에서 15전 사이였다.
특히 1926년 11월 30일에 설립된 경성방송국의 초기 방송은 조선어와 일본어 프로그램을 병행하다가 1932년 조선어 방송이 별도로 독립되면서 라디오가 대중적으로 보급되었고, 이때 초대 조선어 방송과장으로 윤백남이 초빙되었다. 야담대회는 극장에서 라디오 스튜디오로 확대되고 일시의 오락으로 야담의 대중화는 급속도로 전개된다.
야담이 가진 대중성, 통속성으로 인해 식민정부는 야담에 관련된 정보나 야담가들의 모임을 탄압하기도 하였다.
야담가(野談家)는 야담을 잘하거나 야담을 하는 것을 업으로 삼는 사람으로 이 시기에 활동한 사람으로 신정언, 유추강, 현철 등이 있다.

## 만담과의 관계
김진구는 야담대회를 오락을 목적으로 하는 일본의 낙어(落語: 라쿠코, 만담의 기원)나 박춘재의 재담과 다른 것으로 만들고 싶어했는데, 1935년에는 만담과의 경계가 거의 허물어졌고, 야담은 ‘주로 야사를 중심으로 한 고담(古談)’에서, 만담은 ‘주로 현대를 중심으로 한 실담(實談)’에서 그 내용을 취재하는 점에서 구분하고, 이야기의 소재가 과거냐 현재냐에 따라 구분될 뿐이였다.

## 야담잡지 출현
1929년 윤백남은 역사소설가로 이름을 얻어 대중적인 국문 기획물 ‘사상의 로만쓰’를 신문에 연재해서 흥행에 성공했다. 이런 기획물은 1940년대까지 계속되었는데, “사승(史乘) 중에서 소설적 흥미 있는 것을 골라 사적(史蹟)의 본간을 상치 안는 정도에서 윤색을 가한 것”으로 규정되었다. 한문으로된 창고에 감추어져 있었던 야담문헌들이 말과 글로 여러 사람들 앞에 나서게 된 것으로, 야담의 현대화가 시작되었다.
- 월간야담: 1934년 10월 창간
- 야담: 1935년 8월 창간

## 같이 보기
- 만담
- 라쿠고
- 전설따라 삼천리